# Liste der Luftseilbahnen
Diese Liste führt Luftseilbahnen in den angegebenen Ländern auf oder verweist auf die Liste der Luftseilbahnen im angegebenen Land.

## Europa

### Albanien
1. Tirana, Dajti, Gondelbahn Dajti Ekspres
2. Lezha, Seilbahn Lezha–Vora, 42 km Länge, 1916-1918

### Andorra
1. "La Massana" in Pals Abschnitt des Vallnord Ski Gebietes
2. "Els Orriols" in Arinsals Abschnitt des Vallnord Ski Gebietes
3. "Soldeu" in Soldeus Abschnitt des Grandvalira Ski Gebietes
4. "Tarter" in Tarters Abschnitt des Grandvalira Ski Gebietes
5. "Canillo" in Canillos Abschnitt des Grandvalira Ski Gebietes

### Belgien
1. Huy, Festung
2. Dinant, Zitadelle
3. Stavelot-Coo, Freizeitpark Plopsaland Ardennes, Sessellift

### Bosnien und Herzegowina
1. Sarajevo-Bistrik zum Trebević, Trebević-Seilbahn, Länge 2,1 km, eröffnet 1959
2. Lukavac, Materialseilbahn Lukovac, Länge 14 km, eröffnet 1956

### Bulgarien
1. Borowez – Rila-Berge
2. Sieben Rila-Seen – Rila-Berge
3. Bodrost – Rila-Berge
4. Pamporowo – Rhodopen-Berge
5. Sliwen – Balkangebirge
6. Sopot – Balkangebirge-Berge
7. Vratza – Balkangebirge-Berge (außer Betrieb)
8. Sofia – Witoscha-Berge, Simeonowo (außer Betrieb)
9. Dragalewzi – Witoscha-Berge (außer Betrieb)
10. Knjaschewo – Witoscha-Berge (außer Betrieb)
11. Malak Resen – Witoscha-Berge (außer Betrieb)
12. Goljam Resen – Witoscha-Berge
13. Bansko – Pirin-Berge
14. Dobrinischte – Pirin-Berge
15. Kabakum – Varna-Stadt (außer Betrieb)

### Finnland
1. Lappland, Levi, Levi Ski Resort, 1,41 km lang, erste Gondel in Finnland
2. Lappland, Kolari, Yllästunturi, Ylläs Ski Resort, Einzige Sauna-Gondel[1]

### Frankreich
- GB = Gondelbahn – LSB = andere Luftseilbahn

1. Region Auvergne-Rhône-Alpes, Département Haute-Savoie, Chamonix – Aiguille du Midi (Massif du Mont Blanc) (LSB 2 Abschnitte, Téléphérique de l'Aiguille du Midi)
2. Region Auvergne-Rhône-Alpes, Département Haute-Savoie, Chamonix, Aiguille du Midi – Pointe Helbronner (GB, 1 Abschnitt, Kleinkabinenbahn Vallée Blanche)
3. Region Auvergne-Rhône-Alpes, Département Haute-Savoie, Chamonix, Montenvers, 1960 gebaute Bahn zur Gletscherzunge, umgebaut in 1988 und 2023
4. Region Auvergne-Rhône-Alpes, Département Haute-Savoie, Argentière – Lognan – Grands Montets (LSB 2 Abschnitte)
5. Region Auvergne-Rhône-Alpes, Département Puy-de-Dôme, Mont-Dore – Pic du Sancy (Bergsassiv Monts Dore), Puy-de-Sancy-Seilbahnen
6. Region Auvergne-Rhône-Alpes, Département Savoie, Val Thorens, Cime de Caron, Seilbahn Cime de Caron
7. Region Auvergne-Rhône-Alpes, Département Savoie, Val Thorens, Aiguille Rouge, Téléphérique de L'Aiguille Rouge
8. Region Auvergne-Rhône-Alpes, Département Savoie, Paradiski, Vanoise Express
9. Region Auvergne-Rhône-Alpes, Département Isère, Grenoble, Seilbahn zur Bastille von Grenoble, erste städtische Luftseilbahn in Frankreich
10. Region Auvergne-Rhône-Alpes, Département Cantal, bei der Statin des Super Lioran, Téléphérique du plomb du Cantal Express
11. Region Bretagne, Département Finistère, Brest, Seilbahn Brest, eröffnet am 19. November 2016[2]
12. Region Grand Est, Département Meurthe-et-Moselle, Nancy, Cure d'Air – St. Antoine, 1905-
13. Region Okzitanien, Département Hautes-Pyrénées, La Mongie-Pic du Midi
14. Region Okzitanien, Département Hautes-Pyrénées, Saint-Lary, Téléphérique du Pic Lumière
15. Region Okzitanien, Département Haute-Garonne, Bagnères-de-Luchon, Superbagnères
16. Region Okzitanien, Département Haute-Garonne, Toulouse, Oncopole – Hopital Rangueil – Universität Paul Sabatier, Téléo, eröffnet am 13. Mai 2022[3]
17. Region Provence-Alpes-Côte d’Azur, Département Var, Mont Faron (hinter Toulon)
18. Region Provence-Alpes-Côte d’Azur, Département Hautes-Alpes, La Grave

### Gibraltar
1. Gibraltar, Grand Parade (Zentrum) – Felsen von Gibraltar, Gibraltar Cable Car, seit 1966

### Großbritannien
1. England, London, Greenwich – Docklands, London Cable Car
2. England, Derbyshire, Matlock Bath, Heights of Abraham (Park)
3. England, Staffordshire, Alton, Alton Towers (Park)
4. Schottland, Ayr, Butlin's Ayr
5. Schottland, Fort William, 3 km nordost von Ben Nevis, Aonach Mòr
6. Wales, Conwy County Borough, Llandudno, Llandudno Cable Car

### Irland
1. County Cork, Dursey Island

### Kroatien
1. Zagreb, Medvednica, 4,01 km lang
2. Dubrovnik, Srđ 778 m lang

### Lettland
1. Sigulda, Seilbahn über den Fluss Gauja

### Luxemburg
1. Sessellift Vianden, über die Our mit Aussicht auf die Burg Vianden

### Niederlande
1. Venlo, Seilbahn zur Floriade 2012, eröffnet 16-04-2011, abgebaut 2013, heute in Betrieb in Österreich

### Norwegen
(Provinz, Ort, Name der Bahn)
1. Buskerud, Krokkleiva, Tønneheisen (außer Betrieb)
2. Innlandet, Øyer, Hafjell
3. Møre og Romsdal, Stranda, Strandafjell
4. Nordland, Narvik, Fjellheisen
5. Troms, Tromsø-Tromsdalen, Fjellheisen
6. Vestland, Stryn, Loen Skylift
7. Vestland, Bergen, Ulriksbanen
8. Vestland, Luster, Harastølbanen (außer Betrieb)
9. Vestland, Voss, Voss Gondol
10. Telemark, Rjukan, Krossobanen
11. Svalbard, Ny-Ålesund (nicht öffentlich)

### Polen
Aufgeführt sind die Seilbahnen von West nach Ost.

Quelle ist der 'Atlas Linii Kolejowych Polski 2010'

#### Personenseilbahn
1. Świeradów-Zdrój (deutsch Bad Flinsberg) (617 m) – Stóg Izerski (deutsch Heufuder)(1060 m) Gondelbahn Stóg Izerski
2. Szklarska Poręba (deutsch Schreiberhau) (711 m) – Zwischenstation (884 m) – Szrenica (deutsch Reifträger) (1310 m)
3. Karpacz (Krummhübel) (820 m) – Kopa (deutsch Zur Kleinen Koppe) (1340 m), Sessellift seit 1959
4. Sienna (Stronie Śląskie) (deutsch Heudorf ) (780 m) – Czarna Góra (Schwarzer Berg) (1160 m)
5. Ustroń (389 m) – Czantoria (851 m)
6. Olszówka (Bielsko-Biała) (Ohlisch) (510 m) – Szyndzielnia (959 m)
7. Szczyrk (Schirk) (514 m) – Hala Jaworzyna (920 m) – Skrzyczne (1216 m)
8. Myślenice, Zarabie (Myślenice) (307 m) – Chełm (632 m)
9. Koninki (651 m) – Tobołów (960 m)
10. Zakopane, Szymoszkowa Polana - ?
11. Zakopane, Kościelisko (886 m) – Butorowski Wierch (1158 m)
12. Zakopane, Kuźnice (Zakopane) (1027 m) – Myślenickie Turnie (1352 m) – Kasprowy Wierch (1959 m)
13. Zakopane, Hala Goryczkowa (1350 m) – Kasprowy Wierch (1959 m) (nur Winterbetrieb)
14. Zakopane, Hala Gąsienicowa (1610 m) – Kasprowy Wierch (1959 m) (nur Winterbetrieb)
15. Szczawnica (456 m) – Palenica (Pieniny) (719 m)
16. Krynica-Zdrój, Czarny potok (645 m) – Jaworzyna Krynicka (1114 m), Gondelbahn

#### Materialseilbahn
1. Piechcin (Hansdorf bei Pakosch)
2. Chorzów (Königshütte), Elka Seilbahn, (Schlesisches Stadion (Stadion Śląski) – Schlesisches Planetarium (Planetarium Śląskie) – Schlesischer Kultur- und Erholungspark (Śląski Park Kultury i Wypoczynku))

### Portugal

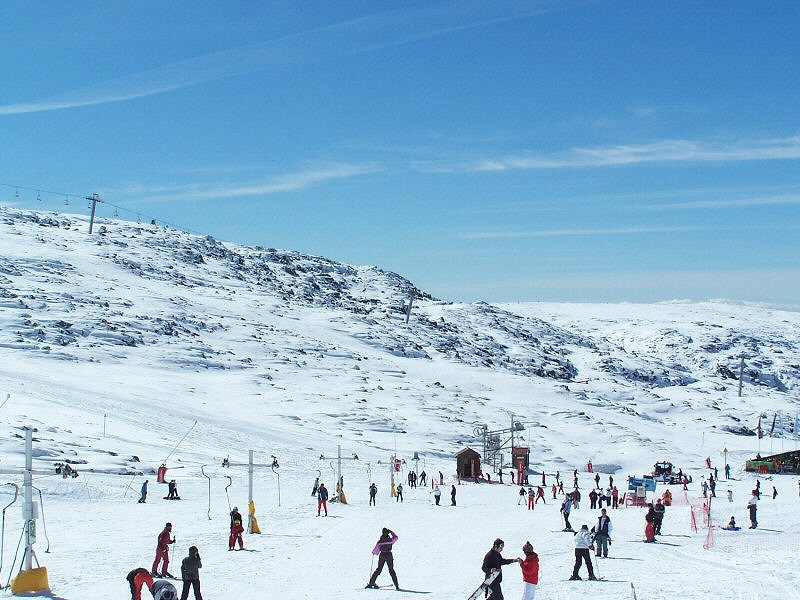
Unterhalb des Gipfels der Serra da Estrela, der Torre

1. Region Nord, Guimarães, Teleférico da Penha
2. Region Nord, Vila Nova de Gaia, Teleférico de Gaia
3. Region Lissabon Stadt, Lissabon, Teleférico do Parque das Nações
4. Region Lissabon Stadt, Zoo Lissabon, Teleférico do Jardim Zoológico de Lisboa
5. Madeira, Funchal, Luftseilbahn Funchal–Monte Teleférico de Funchal
6. Madeira, Funchal, Botanischer Garten nach Monte, Luftseilbahn Monte–Botanischer Garten Teleférico do Jardim Botânico da Madeira
7. Madeira, Porto Moniz, Teleférico das Achadas da Cruz
8. Madeira, Porto da Cruz, Teleférico do Porto da Cruz
9. Madeira, Cabo Girão, Teleférico do Cabo Girão
10. Madeira, Caniço, Cristo Rei, Teleférico do Garajau
11. Madeira, Santana, Teleférico da Rocha do Navio
12. Madeira, Quinta Grande, Teleférico da Fajã dos Padres
13. Madeira, Ponta do Sol, Teleférico da Ponta do Sol
14. Telesqui do Cântaro (Skilift in der Serra da Estrela)
15. Telesqui do Covão (Skilift in der Serra da Estrela)
16. Telesqui da Lagoa (Skilift in der Serra da Estrela)
17. Telesqui do Skiparque (Skilift in der Serra da Estrela)
18. Telesqui do Viriato (Skilift in der Serra da Estrela)
19. Telecadeira da Torre (Sessellift am Gipfel der Serra da Estrela)

### Rumänien
1. Tămpa (Zinne) in Brașov (Kronstadt)
2. Postăvarul (Schuler) bei Poiana Brașov, Brașov (Kronstadt)
3. Cota 2000 auf das Bucegi-Gebirge bei Sinaia
4. Cota 2200 auf das Bucegi-Gebirge bei Busteni
5. Mamaia, Touristische Bahn entlang der Strandpromenade, Länge 2,017 km, Geschwindigkeit 5 m/s, Baujahr 2004
6. Piatra Neamț – Cozla (Aussichtsberg und Skigebiet der Stadt)
7. Materialseilbahn Reșița
8. Balindru – Sadului, Holztransportbahn, Länge:26,0 km, eröffnet etwa 1895

### Russland
1. Swetlogorsk (Rauschen in Ostpreußen), Bahnhof–Strand
2. Elbrus-Seilbahn (Kaukasus, eine der höchstgelegenen der Welt)
3. Pjatigorsk, Pendelbahn auf den Maschuk
4. Wolga-Seilbahn Nischni Nowgorod

### San Marino
1. San Marino – Borgo Maggiore, Funivia di San Marino

### Schweden
1. Jämtlands län, Gondelbahn in Åre
2. Jämtlands län, Gondelbahn in Funäsfjällen
3. Södermanlands län, Gondelbahn im Tierpark Kolmården
4. Värmlands län, Gondelbahn in Branäs
5. Västra Götalands län, Gondelbahn in Trollhättan

#### Materialbahnen
1. Dalarnas län, Byvalla, Seilbahn Valla kalkbrott–Valla
2. Gävleborgs län, Marmaverken-Vallvik, 20 km
3. Södermanlands län, Vingåker, Kalklinbanan
4. Västerbottens län, Boliden, Linbanan Boliden–Kristineberg
5. Västmanlands län, Luftseilbahn Forsby-Köping, 42 km, schwedisches Industriedenkmal 2003
6. Västerbottens län, Norsjö, Luftseilbahn Norsjö (früher längste Luftseilbahn der Welt, 96 km)

### Serbien
1. Prometna Banka, Holztransportbahn; Länge 10,0 km, eröffnet etwa 1890

### Slowakei
1. Bratislava, Autoseilbahn Bratislava
2. Bratislava, Bratislavský lesný park Sessellifts Eisenfeder - Koliba (Sedačková lanovka Železná studienka – Koliba)
3. Demänovská Dolina, Jasná, Otupne – Derese, Kleinkabinenbahn mit 1588 m Länge, eröffnet 1984
4. Ružomberok, Hrabovo – Malino Brdo: Kleinkabinenbahn, Länge 1769 m, erbaut 1967
5. Tatranská Lomnica, Luftseilbahn Lomnitzer Spitze

### Slowenien
1. Maribor-Radvanje – Pohorje, Mariborsko Pohorje Seilbahn Gondelbahn mit zwei Abschnitten
2. Bovec – Kanin (Julische Alpen), Gondelbahn mit einem Abschnitt, seit 2023 außer Betrieb

### Spanien

#### Andalusien
1. Provinz Granada, Sierra Nevada – Borreguiles (Gondelbahn)
2. Provinz Málaga, Benalmádena, Teleférico de Benalmádena

#### Kantabrien
1. El Astillero, Teleférico de Cabárceno (Gondelbahn)
2. Liébana, Teleférico de Fuente Dé (Pendelseilbahn)

#### Katalonien
1. Provinz Barcelona, Barcelona, Hafenseilbahn Barcelona (Teleférico del puerto Barcelona)
2. Provinz Barcelona, Barcelona, Telefèric de Montjuïc (Gondelbahn)
3. Provinz Barcelona, zwischen Olesa de Montserrat und Esparreguera: Teleférico Olesa-Esparraguera
4. Provinz Barcelona, Montserrat, Aeri de Montserrat
5. Provinz Girona, La Molina, TCP Alp 2500 (Gondelbahn)
6. Provinz Girona, Vall de Núria, Coma del Clot (Gondelbahn)
7. Provinz Lleida, Torre de Cabdella, Telefèric de la Vall Fosca (Pendelbahn)
8. Provinz Lleida, Baqueira-Beret – TC Baqueira II (Gondelbahn)

#### Übriges Spanien
(Region, Ort, Name der Seilbahn)
1. Madrid, Casa de Campo (größter Park von Madrid), Seilbahn Madrid
2. Aragonien, Alto Gállego, Formigal – Telecabina Formigal-Panticosa (Gondelbahn)
3. Asturien, Lena, Telecabina Cuitu Negru
4. Baskenland, San Sebastian, Monte-Ulia-Seilbahn, 1907–1920er[4]
5. Teneriffa, Teleférico del Teide

### Tschechien
1. Seilbahn Ještěd, Liberec, Horní Hanychov (Oberhainichen) – Ještěd (Jeschken 1012 m, seit 1933, ab 2021 wegen Unfall außer Betrieb)
2. Janské Lázně (Johannisbad) – Černá Hora (Schwarzenberg, 1299 m) Länge: 2303 m, erbaut 1980, Kleinkabinenbahn
3. Lanová dráha Ráztoka – Pustevny
4. Lanová dráha na Větruši, Ústí nad Labem (Aussig) seit 7. Dezember 2010
5. Pec pod Sněžkou (Petzer) – Schneekoppe, ursprünglich Sessellift (seit 1949), nun Gondel
6. Seilbahn Punkevní jeskyně – Macocha (Einseil-Pendelbahn)
7. Špindlerův Mlýn (Spindlermühle) – Planá u Mariánských Lázní (Plan)
8. Seilbahn Oldřichovice (Třinec) – Javorový vrch
9. Seilbahn Bohosudov – Komáří hůrka
10. Seilbahn Krasetín – Kleť (Sessellift)
11. Seilbahn Jáchymov – Klínovec
12. Seilbahn Velká Úpa – Portášovy Boudy (Sessellift, seit 2005)
13. Seilbahn Špičák – Pancíř (Panzer) (Sessellift) in Železná Ruda
14. Seilbahn Ramzová (Ramsau) – Šerák (Sessellift)
15. Seilbahn Zoo Prag (Sessellift)
16. Seilbahn Zadov – (Sessellift)
17. Seilbahn Koliba – Krakonoš (Gondel)
18. Seilbahn bei Blansko (Blanz): Punkevní jeskyně (Punkwahöhlen) – Macocha (Mazocha) (Kabinenbahn)
19. Seilbahn Pec pod Sněžkou – Hnědý vrch
20. Seilbahn Protěž – Slunečná, nur Winterbetrieb

### Ukraine
1. Krim, Alupka, Berg Aj-Petri (seit 1987)
2. Charkiw
3. Dnipro, Klosterinsel, außer Betrieb
4. Lyssytschansk, (16,6 km; im Jahr 2010 abgerissen)
5. Odessa, Seilbahn zum Strand Joy
6. Karpaten, Jaremtsche-Bukowel
7. Karpaten, Slawsko, Seilbahn auf den Berg hoch (2800 m in drei Sektionen)
8. Karpaten, Bukowel, Seilbahn am Nordwesthang des Berges Bukovel
9. Karpaten, Parnokreselnaya Sessellift auf dem Berg Gemba in der Region Transkarpatien

### Türkei

#### Europäischer Teil
1. Istanbul (Provinz), Şişli, Stadtteil Maçka, Maçka – Taşkışla teleferik hattı
2. Istanbul (Provinz), Eyüp, Eyüp–Piyerloti teleferik hattı

#### Asiatischer Teil
1. Ankara (Provinz), Keçiören, Keçiören Teleferik
2. Antalya (Provinz), Antalya, Antalya Kemer – Tahtalı Teleferik
3. Aydın (Provinz), Aydın, Aydın Pınarbaşı-Aytepe Teleferik Hattı
4. Bursa (Provinz), Yıldırım (Bursa), Bursa Teleferik Hattı
5. Gaziantep (Provinz), Gaziantep, Gaziantep Teleferik
6. Izmir (Provinz), Bergama, Bergama Akropol Teleferik
7. Ordu (Provinz), Altınordu (Ordu), Ordu Boztepe Teleferik Hattı
8. Samsun (Provinz), Samsun, Samsun Amisos Tepesi Teleferik Hattı

## Afrika

### Algerien
1. Algier: Seilbahnen von Algier
  1. Téléphérique d'El Madania
  2. Téléphérique du Mémorial
  3. Téléphérique du Palais de la Culture
  4. Téléphérique de Notre Dame d’Afrique
2. Annaba – Seraïdi: Seilbahn Annaba
3. Blida, Seilbahn Blida – Chréa
4. Constantine, Seilbahn Constantine
5. Skikda
6. Tlemcen

### Eritrea
1. Massaua-Asmara-Seilbahn, 1937 bis 195_

### Gabun/Republik Kongo
1. Moanda – Mbinda, COMILOG-Materialseilbahn, 76 km Länge, 1957 bis 1986

### Mauritius
1. Souillac, 1878 bis 1905 betrieben von der Mauritius Government Railway (MGR)

### Spanien(Kanaren)
1. Teneriffa, Teide, Teleférico del Teide

### Südafrika
1. Tafelberg, Kapstadt[5]
2. Aerial Cableway Hartbeespoort

### Eswatini
1. Materialseilbahn Bulembu–Barberton

## Amerika

### Argentinien
1. Buenos Aires, Villa Soldati, Parque de la Ciudad
2. Provinz La Rioja, Chilecito – Upulungos, Materialseilbahn Chilecito-La Mejicana, Goldmine Mejicana Materialseilbahn, 34,3 km Länge in 8 Abschnitten, erreichte Gipfelhöhe: 4590 m, 1905 eröffnet[6]
3. Provinz Neuquén, Villa La Angostura, Chapelco-Skigebiet, "Telecabina Jean Pierre"
4. Provinz Río Negro, Bariloche, Skigebiet Cerro Catedral, "Telecabina Amancay"[7]
5. Provinz Salta, Salta (Stadt), Teleférico de Salta, eröffnet 12-01-1988
6. Provinz Santa Fe, Rosario, Teleférico de Rosario

### Bolivien
1. Cochabamba, Teleférico de Cochabamba
2. La Paz, Mi Teleférico
3. Ollagüe (Vulkan), Materialseilbahn

### Brasilien

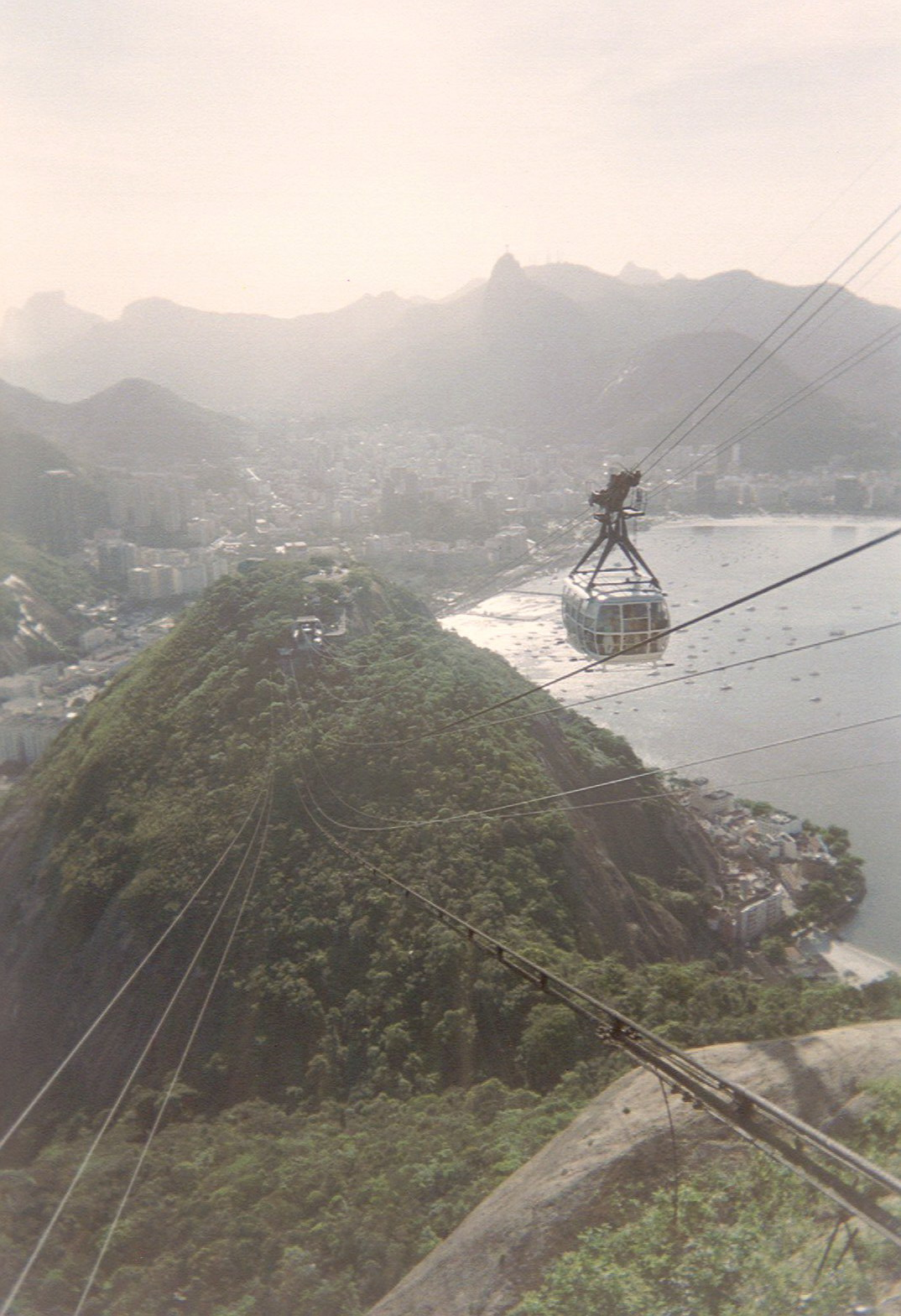
Seilbahn auf den Zuckerhut, bekannt aus dem James-Bond-Film „Moonraker – Streng geheim“

1. Rio de Janeiro, Seilbahn auf den Zuckerhut (Bondinho do Pão de Açúcar) (Gondel)
2. Rio de Janeiro, Teleférico do Alemão, Bonsucesso Station – Complexo do Alemão (Gondel)
3. Rio de Janeiro, Teleférico da Providência, Hauptbahnhof – Gamboa
4. Bundesstaat Bahia, Salvador, Teleférico de Sol Victoria
5. Bundesstaat Bahia, Paulo Afonso, Teleférico de Chesf
6. Bundesstaat Ceará, Nationalpark Ubajara, Teleférico de Ubajara
7. Bundesstaat Espírito Santo, Domingos Martins, Teleférico de Domingos Martins
8. Bundesstaat Minas Gerais, Caxambu, Teleférico de Caxambu
9. Bundesstaat Minas Gerais, Poços de Caldas, Teleférico de Poços de Caldas
10. Bundesstaat Minas Gerais, São Lourenço, Teleférico de São Lourenço
11. Bundesstaat Paraná, Matinhos, Teleférico de Matinhos
12. Bundesstaat Paraná, Telêmaco Borba, Bonde Aéreo de Telêmaco Borba, eröffnet 1959[8][9]
13. Bundesstaat Pernambuco, Triunfo, Teleférico de Triunfo
14. Bundesstaat Rio de Janeiro, Nova Friburgo, Teleférico do Suspiro, eröffnet 1975
15. Bundesstaat Rio Grande do Sul, Canela, Teleférico do Parque do Caracol
16. Bundesstaat Santa Catarina, Balneário Camboriú, Teleférico Laranjeiras, Parque Unipraias, eröffnet August 1999
17. Bundesstaat Santa Catarina, Nova Trento, Teleférico de Aparecida do Parque da Colina
18. Bundesstaat Santa Catarina, Penha, Teleférico Beto Carrero
19. Bundesstaat São Paulo, Aparecida, Teleférico de Aparecida
20. Bundesstaat São Paulo, Atibaia, Teleférico de Atibaia
21. Bundesstaat São Paulo, Campos do Jordão, Teleférico de Campos do Jordão
22. Bundesstaat São Paulo, Cuiaba Raposos – Queiroz, Lastenseilbahn zum Transport von Golderz, 14,9 km lang, erbaut 1987
23. Bundesstaat São Paulo, Itu, Teleférico de Maeda
24. Bundesstaat São Paulo, São Bernardo do Campo, Teleférico do Parque Estoril
25. Bundesstaat São Paulo, São Vicente, Teleférico de São Vicente, eröffnet 2002
26. Bundesstaat São Paulo, Serra Negra, Teleférico da Serra Negra

### Chile
1. Amincha, Aucanquilcha, Materialseilbahn (höchste Lastenseilbahn der Welt bis 5900 m, außer Betrieb)
2. Santiago de Chile, Cerro San Cristóbal, Teleférico del San Cristóbal

### Dominikanische Republik
1. Puerto Plata – Pico Isabel de Torres

### Ecuador
1. Quito, TelefériQo (Teleférico de Cruz Loma) (gegenwärtig höchste Bergstation der Welt)

### Grönland
1. Lastseilbahn Black Angel

### Guatemala
1. Guatemala-Stadt – Amatitlán (Guatemala), Teleférico de Amatitlán (Aussichtsbahn), Länge 1365 m, Höhendifferenz 345 m, eröffnet 1978, Kleinkabinenbahn

### Kanada
1. Alberta, Jasper[10]
2. Alberta, Banff, Sulphur Mountain
3. British Columbia, Fraser River[11]
4. British Columbia, Whistler, Peak 2 Peak Gondola
5. British Columbia, Vancouver, Grouse Mountain, 2 Gondelbahnen
6. Ontario, Niagarafälle, Whirlpool Aero Car[12]

### Kolumbien
(Departamento, Stadt, Name der Luftseilbahn)
1. Hauptstadtdistrikt Bogotá, Bogotá, Teleférico a Monserrate
2. Departamento Antioquia, Medellín, Metro de Medellín, Linie J der Metrocable de Medellín, eröffnet am 3. März 2008
3. Departamento Antioquia, Medellín, Metro de Medellín, Linie K der Metrocable de Medellín, eröffnet am 7. August 2004
4. Departamento Antioquia, Medellín, Metro de Medellín, Linie L der Metrocable de Medellín, eröffnet am 9. Februar 2010
5. Departamento Antioquia, Medellín, Stadtteil Palmitas Teleférico San Sebastián de Palmitas
6. Departamento de Caldas, von Manizales nach Villamaria, Cable Aéreo de Manizales
7. Departamento Quindío, Montenegro, Parque del Café (Nationaler Kaffeepark), Touristenseilbahn,
8. Departamento de Santander, Parque Nacional del Chicamocha, Luftseilbahn von "Panachi" nach "Meseta de los Santos" über den Cañón del Chicamocha, Teleférico del Chicamocha
9. Departamento Tolima, Mariquita, Materialseilbahn Mariquita-Manizales
10. Departamento Valle del Cauca, Cali, MioCable

### Mexiko
1. Barranca del Cobre, Cooper Canyon
2. Monterrey, Grutas de García
3. Orizaba, Río Orizaba zum Cerro del Borrego, Teleférico de Orizaba, eröffnet 26-12-2013
4. Taxco de Alarcón, Teleférico de Hotel Montetaxco
5. Tepecoacuilco de Trujano im Bundesstaat Guerrero, Teleférico de Hotel Vida en el Lago
6. Victoria de Durango
7. Zacatecas[13][14]
8. Ecatepec de Morelos Seilbahn im Bundesstaat Mexico

### Peru
1. Region Amazonas, Kuelap, Teleférico de Kuélap

### Vereinigte Staaten
1. Alaska, Juneau, Mount Roberts Tramway
2. Colorado, Cañon City, Royal Gorge[15]
3. Florida, Disney World[16]
4. Georgia, Atlanta, Stone Mountain, The Summit Skyride
5. Illinois, Gurnee, Six Flags Great America, Delta Flyer[17]
6. Illinois, Gurnee, Six Flags Great America, Southern Cross[18]
7. Kalifornien, Lake Tahoe, Lake Tahoe Heavenly Aerial Tram
8. Kalifornien, Palm Springs, Palm Springs Aerial Tramway
9. Kalifornien, Squaw Valley, Squaw-Valley-Seilbahn
10. Kalifornien, Death Valley Materialseilbahn[19]
11. Louisiana, New Orleans, Mississippi Aerial River Transit
12. New Hampshire, Franconia, Cannon Mountain
13. New Mexico, Albuquerque, Sandia Peak Tramway
14. New York (Bundesstaat), New York City, Roosevelt Island Tramway
15. New York (Bundesstaat), Niagara River, Whirlpool Aero Car
16. Oregon, Portland, Portland Aerial Tram
17. Texas, El Paso
18. Utah, Salt Lake City
19. Utah, Moab (außer Betrieb)
20. Vermont, Jay, Jay Peak
21. Wyoming, Teton Village

### Venezuela
1. Caracas, Seilbahn von Caracas
2. Caracas, Metrocable (Caracas)
3. Caracas, Metrocable fila de Mariches
4. Merida, Teleférico de Mérida (ehemals höchste Seilbahn der Welt)
5. Merida, Trolcable in Mérida

## Asien

### Armenien
1. Seilbahn Tatev durch die Schlucht des Flusses Worotan
2. Alawerdi, öffentliche Verkehrsmittel zwischen den Stadtteilen
3. Zaghkadsor, Skigebiet Tsakhkadzor

### Aserbaidschan
1. Shahdag Mountain Resort
2. "Tufan" Cableway Skigebiet

### China
1. Chongqing
2. Hongkong, Ocean Park
3. Hongkong, Lantau Island, Ngong Ping 360
4. Jinggangshan, Jiangxi, Bijiashan Outlook Area
5. Sichuan: Dagu Glacier Gondola

### Georgien
1. Abastumani, Zentrum – Observatorium, PB
2. Batumi, Zentrum – Feria Berg, 8MGD-Doppelmayr
3. Bordschomi, Park – Plateau, PB
4. Khulo, Khulo – Tago, PB
5. Khurtisi, Khurtisi Bahn, PB
6. Kutaissi, Zentrum – Gabashvili Park, PB
7. Martvili, Zentrum – Kloster, PB
8. Nunisi, Nunisi Bahn, PB
9. Seilbahnen Tschiatura
10. Tschiatura, Zentrum – Sanatorium, PB
11. Tschiatura, Zentrum – Naguti, PB
12. Tschiatura, Zentrum – Rustaveli Straße, PB
13. Tschiatura, Zentrum – Mukhadze Straße, PB
14. Tschiatura, Friedensbahn, PB
15. Tschiatura, Bahn №25, PB
16. Tiflis, Rike – Narikala, 8MGD-Leitner
17. Tiflis, Vake – Schildkrötensee, PB
18. Tiflis, Universität – Bagebi, PB
19. Tiflis, Zemeli – Mtazminda, 8MGD-Doppelmayr (Pendelbahn), am 1. Juni 1990 gab es hier die schwerste Katastrophe in der UdSSR und der GUS dieser Art mit 19 Toten und 42 Verletzten.

### Indien
(Bundesstaat, Stadt, Name der Gondel)
1. Bihar, Rajgir, Rajgir Ropeway zum Vishwa Shanti Stupa
2. Gujarat, Saputara, Vaity Ropeway Resort
3. Gujarat, Bezirk Panchmahal, 45 km entfernt von Vadodara, Pilgerseilbahn zum Mahakali-Tempel, Pavagadh Ropeway
4. Himachal Pradesh, Naina Devi
5. Himachal Pradesh, Parwanoo
6. Jammu und Kashmir, Gulmarg, Gulmarg Gondola
7. Kerala, Khotala Ropeway
8. Madhya Pradesh, Jabalpur, Dhuan Dhaar Ropeway
9. Rajasthan, Udaipur, Udaipur Ropeway
10. Sikkim, Gangtok
11. Uttarakhand, Auli, Joshimath - Auli Ropeway
12. Uttarakhand, Haridwar, Mansa Devi gondola
13. Uttarakhand, Mussoorie, Mussoorie Ropeway
14. Uttarakhand, Nainital, JNaini Jheel from the Ropeway
15. Westbengalen, Darjeeling, Darjeeling Ropeway
16. Westbengalen, Kalkutta, Kolkata Sciencity Ropeway

### Iran
1. nördlich Täbris, Eynali Berg, Eynali Cable
2. Provinz Gilan, Elburs-Gebirge, bei Astara (Iran) in den Heyran Dörfern
3. Mazandaran, Ganjnameh

### Israel
1. Haifa, Haifa-Seilbahn
2. Hermon, Seilbahn für Skifahrer
3. Kirjat Schmona zum Kibbutz Manara
4. Manara
5. Masada, Masadabahn (tiefstgelegene Seilbahn der Welt)
6. Rosch haNikra, Rosh-Hanikra-Seilbahn

### Japan
1. Region Chūbu, Präfektur Gifu, Gifu, Mount Kinka (Gifu), Kinkazan Ropeway
2. Region und Präfektu Hokkaidō, Wakkanai, Wakkanai park Rope way
3. Region und Präfektu Hokkaidō, Hakodate, Mount Hakodate Ropeway
4. Region Kantō, Präfektur Ibaraki, Tsukuba, Tsukuba (Berg), Mount Tsukuba Ropeway
5. Region Kantō, Präfektur Kanagawa, Hakone, Hakone Ropeway 2
6. Region Kinki, Präfektur Hyōgo, Kōbe, Stadtteil Nada-ku
7. Region Kinki, Präfektur Hyōgo, Kōbe, Stadtteil Nada-ku, Mount Maya, Rokko arima Ropeway
8. Region Kinki, Präfektur Hyōgo, Kōbe, Stadtteil Nada-ku, Rokkō, Kobe maya Ropeway
9. Region Kinki, Präfektur Kyōto, Sakyō-ku, Eizan Luftseilbahn, Länge 0,5 km, betrieben von der Keifuku Electric Railroad
10. Region Kinki, Präfektur Nara, Yoshino, Yoshino Ropeway
11. Region Kinki, Präfektur Nara, Nara, Katsuragi
12. Region Shikoku, Präfektur Tokushima, Miyoshi, Ikeda, Hashikurasan-Seilbahn
13. Sumaura Ropeway
14. Bizan01

### Kasachstan
1. Almaty, Park am Palast der Republik zum Kök-Töbe
2. Medeo – Chimbulak 4,6 km lang
3. Shymbulak, Vier Seilbahnen an Skibelages Chimbulak in Medeo Schlucht in der Nähe von Almaty.
4. Talghar, Drei Seilbahnen im Skigebiet von Ak-Bulak Talgar in der Nähe dieser Stadt

### Laos
1. Seilbahn Xóm Cúc–Ban Naphao

### Malaysia
1. Genting Highlands, Genting Skyway
2. Genting Highlands, Awana Skyway

### Nepal
1. Provinz Chitwan, Kurintar, Manakamana Cable Car

### Palästinensische Autonomiegebiete
1. Jericho – Kloster Qarantal[20]

### Singapur
1. Singapur, Mount Faber – Sentosa[21]

### Südkorea
1. Seoul, Namsan

### Turkmenistan
1. Aşgabat – Kopet-Dag, Seilbahn Aşgabat

### Usbekistan
1. Der Lastenaufzug aus der Mine "Shargun" der Brikettfabrik in Shargun, einer Länge von 21 km.
2. Cableway in Beldersay (Doppelsessellifte 87 Wagen), die Länge von 2250 m.

### Vereinigte Arabische Emirate
1. Dubai, Creekside Park cable way, geschlossen 2015, inzwischen abgebaut.

### Vietnam
1. Da Nang, Bà Nà Hills Resort, Bà Nà Hills Cable Car
2. Ha-Long-Queen-Seilbahn
3. Nha Trang, Vinpearl Cable Car
4. Seilbahn Xóm Cúc–Ban Naphao
5. Seilbahn Hòn Thơm

## Australien/Ozeanien

### Australien
1. Cairns, Skyrail
2. Katoomba, Scenic World, Scenic Skyway
3. Katoomba, Scenic World, Scenic Cableway

### Neuseeland

#### Nordinsel
1. Mount Egmont, Manganui
2. Ruapehu, Tukino
3. Ruapehu, Turoa
4. Ruapehu, Whakapapa

#### Südinsel
1. Broken River
2. Coronet Peak
3. Craigieburn
4. Hanmer Springs
5. Mount Dobson
6. Mount Hutt
7. Mount Lyford
8. Ohau (North Otago)
9. Rainbow, Nelson Lakes
10. Temple Basin
11. The Remarkables
12. Treble Cone